# Cavary
Cavary war ein englisches Feld- und Flächenmaß in Madras, der Hauptstadt der britischen Präsidentschaft Madras in Ostindien.
- 1 Cavary = 24 Grounds = 57,6 Quadratfuß = 53,51 Aren
- 1 Ground/Mauney = 2400 Quadratfuß in den Abmessungen 60 × 40 Fuß (engl.) = 222,960 Quadratmeter[1]